# Cormeilles (Oise)
Cormeilles és un municipi francès, situat al departament de l'Oise i a la regió dels Alts de França. L'any 2007 tenia 339 habitants.

## Demografia

### Població
El 2007 la població de fet de Cormeilles era de 339 persones. Hi havia 134 famílies de les quals 40 eren unipersonals (20 homes vivint sols i 20 dones vivint soles), 39 parelles sense fills i 55 parelles amb fills.
La població ha evolucionat segons el següent gràfic:
Habitants censats

### Habitatges
El 2007 hi havia 151 habitatges, 130 eren l'habitatge principal de la família, 14 eren segones residències i 6 estaven desocupats. 146 eren cases i 5 eren apartaments. Dels 130 habitatges principals, 95 estaven ocupats pels seus propietaris, 33 estaven llogats i ocupats pels llogaters i 2 estaven cedits a títol gratuït; 8 tenien dues cambres, 22 en tenien tres, 32 en tenien quatre i 69 en tenien cinc o més. 86 habitatges disposaven pel capbaix d'una plaça de pàrquing. A 55 habitatges hi havia un automòbil i a 59 n'hi havia dos o més.

### Piràmide de població
La piràmide de població per edats i sexe el 2009 era:
| Homes | Edats   | Dones |
| ----- | ------- | ----- |
| 0     | 95 o +  | 0     |
| 0     | 90 a 94 | 0     |
| 0     | 85 a 89 | 0     |
| 0     | 80 a 84 | 4     |
| 4     | 75 a 79 | 8     |
| 8     | 70 a 74 | 8     |
| 0     | 65 a 69 | 12    |
| 0     | 60 a 64 | 0     |
| 4     | 55 a 59 | 0     |
| 8     | 50 a 54 | 4     |
| 0     | 45 a 49 | 0     |
| 12    | 40 a 44 | 4     |
| 24    | 35 a 39 | 16    |
| 24    | 30 a 34 | 12    |
| 4     | 25 a 29 | 8     |
| 0     | 20 a 24 | 8     |
| 12    | 15 a 19 | 8     |
| 0     | 10 a 14 | 8     |
| 16    | 5 a 9   | 16    |
| 24    | 0 a 4   | 8     |

## Economia
El 2007 la població en edat de treballar era de 220 persones, 160 eren actives i 60 eren inactives. De les 160 persones actives 143 estaven ocupades (79 homes i 64 dones) i 17 estaven aturades (6 homes i 11 dones). De les 60 persones inactives 21 estaven jubilades, 18 estaven estudiant i 21 estaven classificades com a «altres inactius».

### Ingressos
El 2009 a Cormeilles hi havia 126 unitats fiscals que integraven 344,5 persones, la mediana anual d'ingressos fiscals per persona era de 15.085 €.

### Activitats econòmiques
Dels 7 establiments que hi havia el 2007, 2 eren d'empreses de construcció, 4 d'empreses de comerç i reparació d'automòbils i 1 d'una empresa de serveis.
Dels 3 establiments de servei als particulars que hi havia el 2009, 1 era un taller de reparació d'automòbils i de material agrícola, 1 paleta i 1 guixaire pintor.
Dels 2 establiments comercials que hi havia el 2009, 1 era una botiga de més de 120 m² i 1 una joieria.
L'any 2000 a Cormeilles hi havia 7 explotacions agrícoles que ocupaven un total de 434 hectàrees.

## Equipaments sanitaris i escolars
El 2009 hi havia una escola elemental integrada dins d'un grup escolar amb les comunes properes formant una escola dispersa.

## Poblacions més properes
El següent diagrama mostra les poblacions més properes.